# Antoine Jean-Baptiste
Antoine Alexis Jean-Baptiste (Longjumeau, 20 gennaio 1991) è un ex calciatore francese, di ruolo difensore.

## Caratteristiche tecniche
È un terzino sinistro.

## Carriera

### Club
Comincia a giocare all'Amiens 2. Nel 2013 si trasferisce all'Aurillac Arpajon. Nel 2014 passa al Luçon. Nel 2015 si accasa al MDA Chalessay. Nel 2016 viene acquistato dal Villefranche.

### Nazionale
Ha debuttato in nazionale l'8 ottobre 2014, in Martinica-Curaçao (1-1). Ha messo a segno la sua prima rete con la maglia della nazionale il 29 marzo 2016, in Dominica-Martinica (1-4), in cui ha siglato la rete del momentaneo 0-1. Nel 2017 viene inserito nella lista dei convocati per la Gold Cup 2017.